# Friburguense Atlético Clube
El Friburguense Atlético Clube es un club de fútbol brasilero de la ciudad de Nova Friburgo, estado de Río de Janeiro. Fue fundado en 1980 y juega en la Campeonato Carioca.

## Títulos
- Segunda División Estadual: 1994,[5] 2019

## Entrenadores
- Djalma Cavalcanti (agosto de 1984-?)[6]
- Gerson Andreotti (abril de 2011-mayo de 2013)[7][8]
- Gerson Andreotti (noviembre de 2013-?)[9]
- Cadão (mayo de 2018-presente)[3]